# جو روبسون (لاعب كرة قدم)
جو روبسون (بالإنجليزية: Joe Robson)‏ (21 مارس 1903 بغيتسهيد في المملكة المتحدة - 1969 ببرادفورد في المملكة المتحدة) هو لاعب كرة قدم بريطاني (وحمل سابقاً جنسية المملكة المتحدة لبريطانيا العظمى وأيرلندا) في مركز الهجوم. لعب مع غريمسبي تاون وهدرسفيلد تاون ونادي برادفورد بارك أفنيو.

## وصلات خارجية
- جو روبسون على موقع قاعدة بيانات كرة القدم.إي يو (الإنجليزية)